# South Africa Women’s Tri-Nation Series 2022/23
Die South Africa Women’s Tri-Nation Series 2022/23 war ein Drei-Nationen-Turnier, das vom 19. Januar bis zum 2. Februar 2023 in Südafrika im WTwenty20-Cricket ausgetragen wurde. Bei dem zur internationalen Cricket-Saison 2022/23 gehörenden Turnier nahmen neben dem Gastgeber die Mannschaften aus Indien und die West Indies teil. Südafrika konnte sich im Finale mit 5 Wickets gegen Indien durchsetzen.

## Vorgeschichte
Die West Indies spielten zuvor eine Tour gegen Neuseeland, Indien gegen Australien und für Südafrika war es der erste Wettbewerb der Saison.

## Format
In einer Vorrunde spielte jede Mannschaft gegen jede zwei Mal. Für einen Sieg gibt es zwei, für ein Unentschieden oder No Result 1 Punkt. Die beiden besten mansnchaften spielten im Finale den Sieger des Turniers aus.

## Stadion
Die folgenden Stadien wurden für das Turnier ausgewählt.
| Stadion      | Stadt       | Kapazität | Spiele                |
| ------------ | ----------- | --------- | --------------------- |
| Buffalo Park | East London | 20.000    | 1. – 6. Spiel; Finale |

## Kaderlisten
Indien benannte seinen Kader am 28. Dezember 2022.
Die West Indies benannten ihren Kader am 30. Dezember 2022.
Südafrika benannte seinen Kader am 17. Januar 2023.
| WTwenty20 | WTwenty20 | WTwenty20 | WTwenty20 |
| Südafrika | Indien | West Indies |           |
| --- | --- | --- | --------- |
| - Suné Luus (K) - Chloe Tryon (VK) - Anneke Bosch - Tazmin Brits - Nadine de Klerk - Annerie Dercksen - Lara Goodall - Shabnim Ismail - Sinalo Jafta (wk) - Marizanne Kapp - Ayabonga Khaka - Masabata Klaas - Tebogo Macheke (wk) - Nonkululeko Mlaba - Tumi Sekhukhune - Delmi Tucker - Laura Wolvaardt | - Harmanpreet Kaur (K) - Smriti Mandhana (VK) - Yastika Bhatia (wk) - Harleen Deol - Rajeshwari Gayakwad - Amanjot Kaur - Sabbhineni Meghana - Shikha Pandey - Sneh Rana - Jemimah Rodrigues - Anjali Sarvani - Deepti Sharma - Meghna Singh - Renuka Singh - Devika Vaidya - Pooja Vastrakar - Sushma Verma (wk) - Radha Yadav | - Hayley Matthews (K) - Aaliyah Alleyne - Shanika Bruce - Shemaine Campbelle - Shamilia Connell - Britney Cooper - Cherry-Ann Fraser - Afy Fletcher - Shabika Gajnabi - Jannillea Glasgow - Sheneta Grimmond - Chinelle Henry - Trishan Holder (wk) - Zaida James - Djenaba Joseph - Chedean Nation - Karishma Ramharack - Kaysia Schultz - Shakera Selman - Stafanie Taylor - Rashada Williams (wk) |           |

## Spiele

### Vorrunde
Tabelle
| Teams       | Sp. | S | N | U | R | NR | Punkte | NRR    |
| ----------- | --- | - | - | - | - | -- | ------ | ------ |
| Indien      | 4   | 3 | 0 | 0 | 0 | 1  | 7      | +2.181 |
| Südafrika   | 4   | 2 | 1 | 0 | 0 | 1  | 5      | +1.006 |
| West Indies | 4   | 0 | 4 | 0 | 0 | 0  | 0      | –2.435 |

Sieg: 2 Punkte; Remis: 1 Punkte
Spiele
| 19. Januar Scorecard | East London | Indien 147-6 (20)          | – | Südafrika 120-9 (20) |
|                      |             | Indien gewinnt mit 27 Runs |   |                      |

Südafrika gewann den Münzwurf und entschied sich als Feldmannschaft zu beginnen. Als Spielerin des Spiels wurde Amanjot Kaur ausgezeichnet.
| 21. Januar Scorecard | East London | Südafrika 141-5 (20)          | – | West Indies 97-8 (20) |
|                      |             | Südafrika gewinnt mit 44 Runs |   |                       |

Südafrika gewann den Münzwurf und entschied sich als Schlagmannschaft zu beginnen. Als Spielerin des Spiels wurde Masabata Klaas ausgezeichnet.
| 23. Januar Scorecard | East London | Indien 167-2 (20)          | – | West Indies 111-4 (20) |
|                      |             | Indien gewinnt mit 56 Runs |   |                        |

Indien gewann den Münzwurf und entschied sich als Schlagmannschaft zu beginnen. Als Spielerin des Spiels wurde Smriti Mandhana ausgezeichnet.
| 25. Januar Scorecard | East London | West Indies 97-6 (20)            | – | Südafrika 98-0 (13.4) |
|                      |             | Südafrika gewinnt mit 10 Wickets |   |                       |

Die West Indies gewannen den Münzwurf und entschieden sich als Schlagmannschaft zu beginnen. Als Spielerin des Spiels wurde Tazmin Brits ausgezeichnet.
| 28. Januar | East London | Indien 4-0 (2) | – | Südafrika |
|            |             | No Result      |   |           |

Indien gewann den Münzwurf und entschied sich als Schlagmannschaft zu beginnen. Das Spiel musste auf Grund von Regenfällen abgebrochen werden.
| 30. Januar Scorecard | East London | West Indies 94-6 (20)        | – | Indien 95-2 (13.5) |
|                      |             | Indien gewinnt mit 8 Wickets |   |                    |

Indien gewann den Münzwurf und entschied sich als Feldmannschaft zu beginnen. Als Spielerin des Spiels wurde Deepti Sharma ausgezeichnet.

### Finale
| 2. Februar Scorecard | East London | Indien 109-4 (20)               | – | Südafrika 113-5 (18) |
|                      |             | Südafrika gewinnt mit 5 Wickets |   |                      |

Indien gewann den Münzwurf und entschied sich als Schlagmannschaft zu beginnen. Als Spielerin des Spiels wurde Chloe Tryon ausgezeichnet.

## Statistiken
Die folgenden Cricketstatistiken wurden bei dem Turnier erzielt.
| WTwenty20           | WTwenty20   | WTwenty20 | WTwenty20 | WTwenty20 | WTwenty20 | WTwenty20 | WTwenty20 | WTwenty20 |
| Batting             | Batting     | Batting   | Batting   | Batting   | Batting   | Batting   | Batting   | Batting   |
| Spieler             | Mannschaft  | Spiele    | Innings   | Runs      | Average   | HS        | 100s      | 50s       |
| ------------------- | ----------- | --------- | --------- | --------- | --------- | --------- | --------- | --------- |
| Hayley Matthews     | West Indies | 4         | 4         | 125       | 41,66     | 34*       | 0         | 0         |
| Harmanpreet Kaur    | Indien      | 4         | 3         | 109       | 109,00    | 56*       | 0         | 1         |
| Chloe Tryon         | Südafrika   | 5         | 3         | 86        | 43,00     | 57*       | 0         | 1         |
| Smriti Mandhana     | Indien      | 5         | 5         | 86        | 28,66     | 74*       | 0         | 1         |
| Harleen Deol        | Indien      | 5         | 4         | 79        | 19,75     | 46        | 0         | 0         |
| Bowling             |             |           |           |           |           |           |           |           |
| Spieler             | Mannschaft  | Spiele    | Overs     | Wickets   | Average   | BBI       | 5W        | 10W       |
| Deepti Sharma       | Indien      | 5         | 16.0      | 9         | 9,88      | 3/11      | 0         | 0         |
| Nonkululeko Mlaba   | Südafrika   | 5         | 16.0      | 6         | 8,66      | 2/15      | 0         | 0         |
| Masabata Klaas      | Südafrika   | 3         | 10.0      | 5         | 11,00     | 4/21      | 0         | 0         |
| Rajeshwari Gaykawad | Indien      | 5         | 15.0      | 4         | 15,25     | 1/9       | 0         | 0         |
| Sneh Rana           | Indien      | 2         | 7.0       | 3         | 11,00     | 2/21      | 0         | 0         |
| Ayabonga Khaka      | Südafrika   | 3         | 11.0      | 3         | 21,00     | 1/11      | 0         | 0         |
| Shamilia Connell    | West Indies | 4         | 12.4      | 3         | 26,33     | 2/24      | 0         | 0         |